# Mesbrecourt-Richecourt
Mesbrecourt-Richecourt ist eine französische Gemeinde mit 318 Einwohnern (Stand: 1. Januar 2022) im Département Aisne in der Region Hauts-de-France (bis 2015: Picardie). Sie gehört zum Arrondissement Laon, zum Kanton Marle und zum Gemeindeverband Pays de la Serre.

## Geographie
Die Gemeinde Mesbrecourt-Richecourt liegt auf halbem Weg zwischen Saint-Quentin und Laon an der Serre, in die hier ihr Zufluss Péron mündet. Nachbargemeinden von Mesbrecourt-Richecourt sind La Ferté-Chevresis im Norden, Montigny-sur-Crécy im Osten, Assis-sur-Serre im Südosten, Remies im Südwesten sowie Nouvion-et-Catillon im Westen.

## Geschichte
1845 wurden die Dörfer Mesbrecourt und Richecourt zur heutigen Gemeinde Mesbrecourt-Richecourt zusammengeschlossen.

### Bevölkerungsentwicklung
| Jahr                       | 1962 | 1968 | 1975 | 1982 | 1990 | 1999 | 2006 | 2015 | 2022 |
| Einwohner                  | 355  | 363  | 317  | 348  | 354  | 289  | 289  | 303  | 318  |
| Quellen: Cassini und INSEE |      |      |      |      |      |      |      |      |      |

## Sehenswürdigkeiten

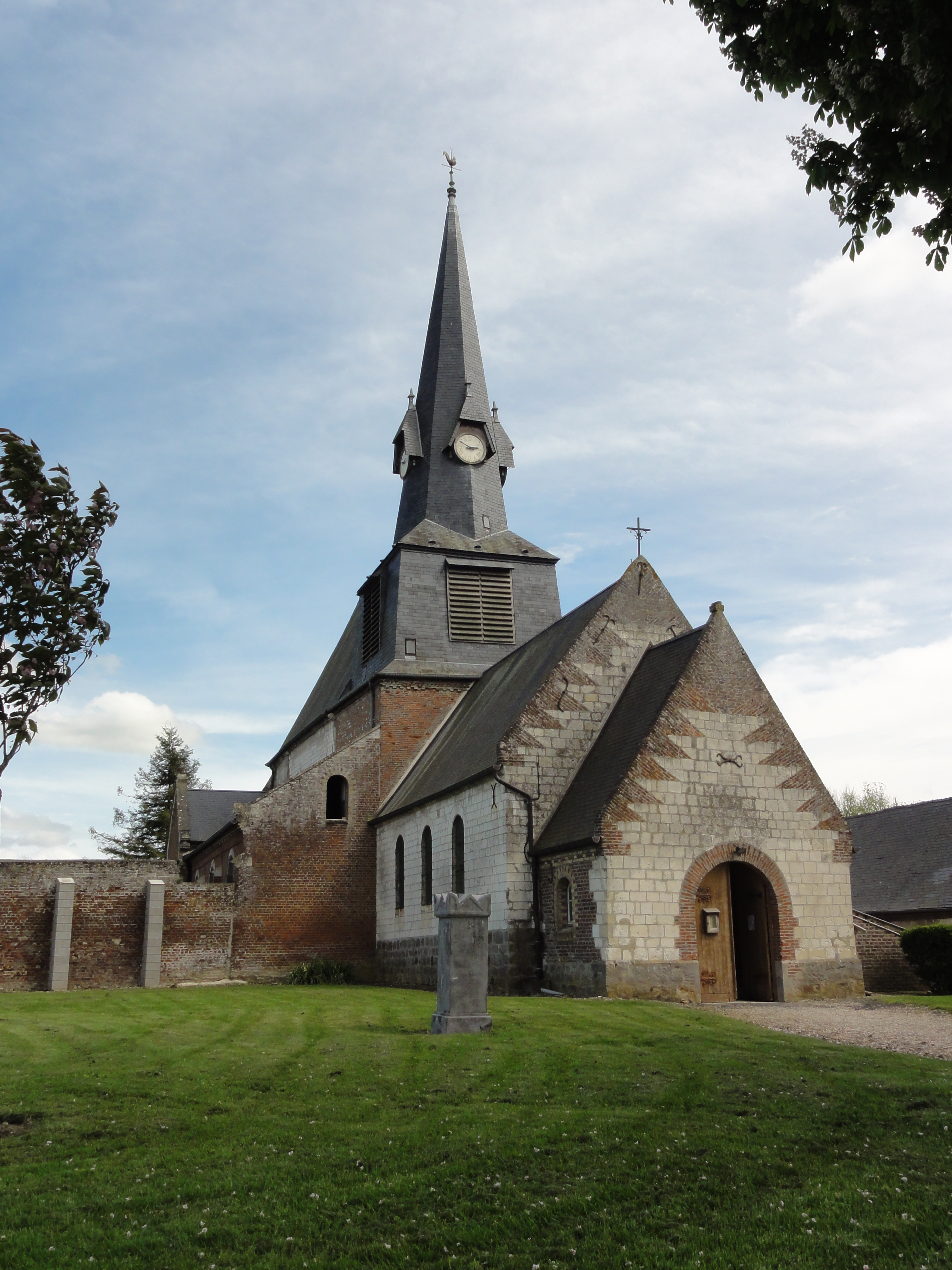
Kirche Sainte-Benoîte
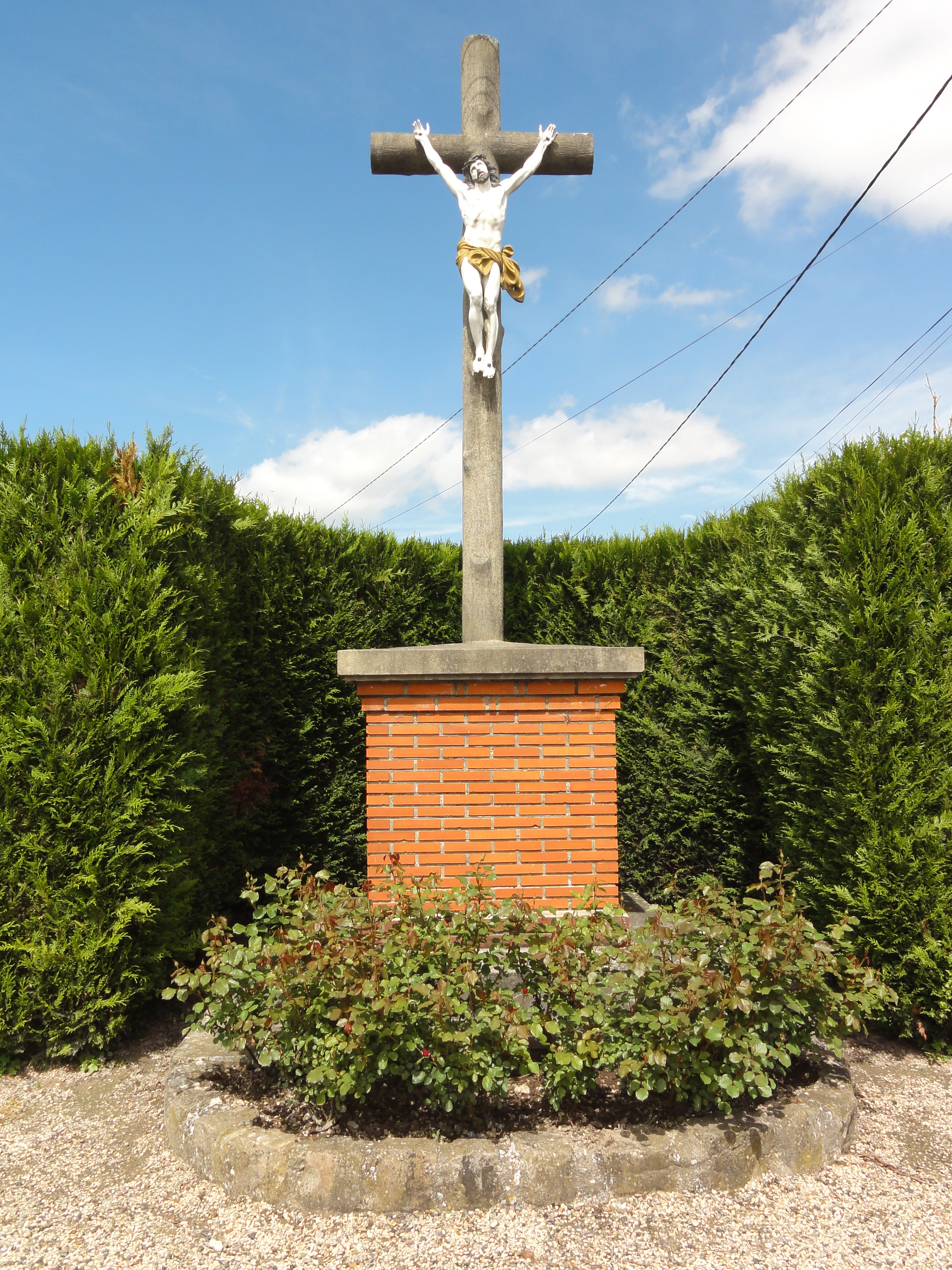
Wegkreuz
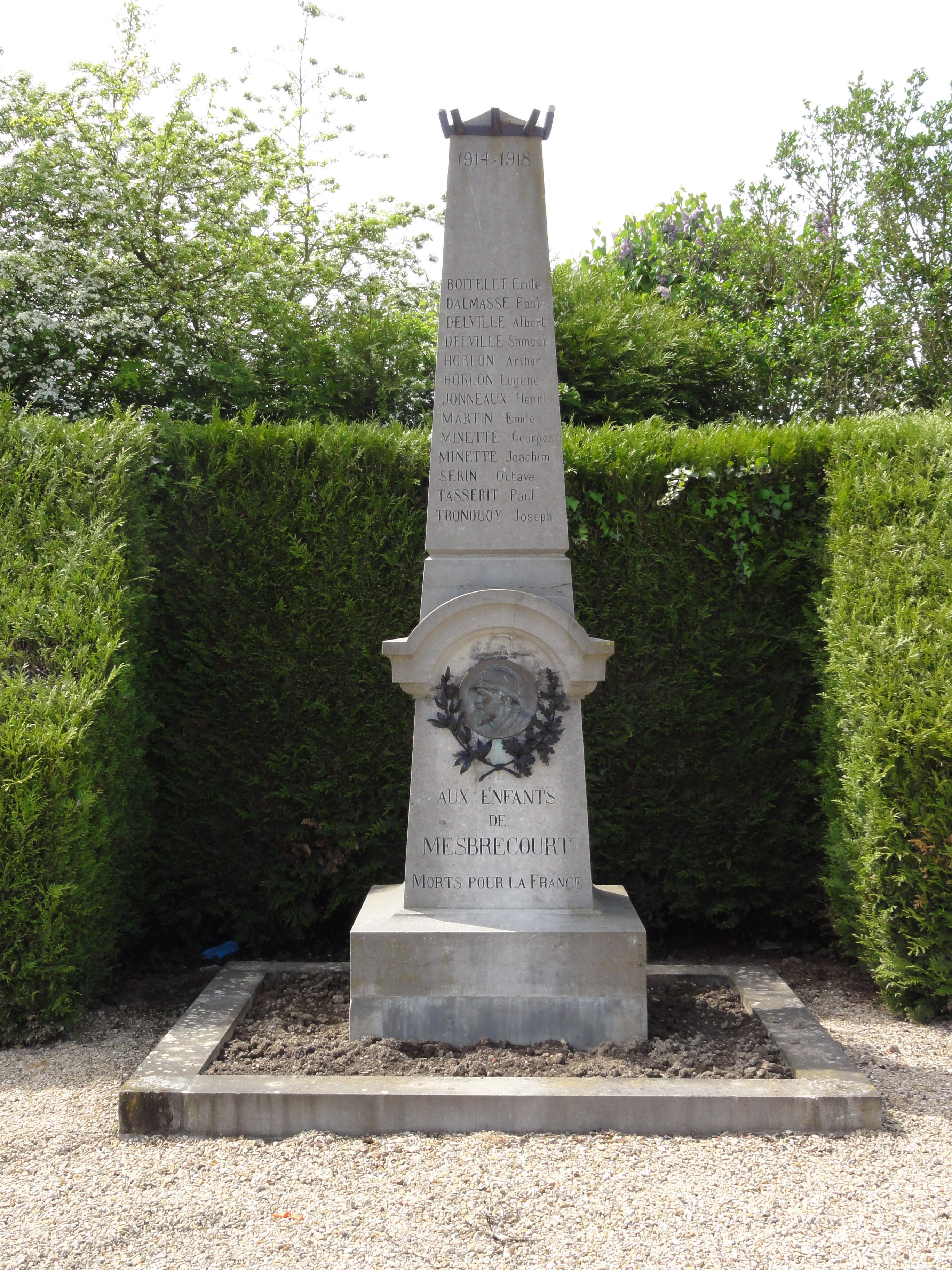
Gefallenendenkmal

- Kirche Sainte-Benoîte
- Wegkreuz
- Gefallenendenkmal